# Trận Fort Anne
Trận Fort Anne, diễn ra vào ngày 8 tháng 7 năm 1777, là cuộc giao tranh giữa lực lượng Lục quân Lục địa đang rút lui khỏi Fort Ticonderoga và các lực lượng quân đội Anh của John Burgoyne, đầu Chiến dịch Saratoga của Chiến tranh Cách mạng Hoa Kỳ.
Tướng Burgoyne, bất ngờ trước sự rút lui của quân Mỹ khỏi Pháo đài Ticonderoga, vội vã đuổi quân về phía quân Mỹ đang rút lui. Lực lượng chính của quân Mỹ đã rời Pháo đài Independence đến Hubbardton, và một lực lượng nhỏ hơn, đã sơ tán lên Hồ Champlain đến Skenesboro để đến Pháo đài Edward. Nhóm bao gồm khoảng 600 người được trang bị vũ khí, dừng lại ở Pháo đài Ann, nơi một đại đội tiên phong từ lực lượng tướng Burgoyne đã đuổi kịp họ. Quân Anh đã thêm quân tiếp viện để đối phó quân Mỹ. Quân Mỹ đã quyết định tấn công, bao vây quân Anh cách pháo đài khoảng 1km. Khi biết quân Anh được gửi thêm tiếp viện, quan Mỹ đã rút lui về pháo đài. Mặc dù chỉ thêm một sĩ quan nhưng điều đó đã cứu quân Anh khỏi bị bắt giữ. Lực lượng tướng Burgoyne sau đó đã nhanh chóng tiến công, buộc quân Mỹ phải rút lui về Fort Edward.
Nhiều người tin rằng trận đánh này lần đầu tiên xuất hiện quốc kỳ Mỹ, nhưng chưa được xác thực.

## Bối cảnh
Đêm ngày 5 tháng 7, lực lượng Lục quân Lục địa chiếm đóng Pháo đài Ticonderoga được lệnh sơ tán khỏi pháo đài theo lệnh của Tướng Arthur St. Clair , sau khi biết tin quân đội 8.000 người của Tướng John Burgoyne đang tiến đến. Quân Anh đã dàn một đội pháo binh trên đỉnh Núi Defiance, khiến các con đường rút lui của quân Mỹ có nguy cơ bị cắt đứt.
Hầu hết lực lượng chọn rời Ticonderoga để đến Hubbardton. Khoảng 600 người dưới quyền Đại tá Pierse Long, hầu hết đến từ New Hampshire, di chuyển bằng một đội tàu gồm 5 thuyền galley có vũ trang và hơn 200 tàu vận tải nhỏ hơn. Tin rằng những xà lan và cầu phao ở giữa Ticonderoga và Núi Independence đủ để trì hoãn quân Anh, quân đại tá Long bắt đầu đi thuyền ngược về phía Skenesboro, với tốc độ chậm.

## Truy đuổi
Quân Anh hầu như không bị chặn lại bởi các xà lan và cầu phao. Tướng Burgoyne, sau khi biết tin quân Mỹ đã rút lui, đã ra lệnh phá các tuyến chặn. Các chướng ngại vật đã bị quân Anh phá vỡ trong khoảng nửa giờ. Sau đó, ông ra lệnh cho quân tiến về phía nam càng nhanh càng tốt, trong khi ông di chuyển bằng thuyền. Do gió cùng chiều thổi, đến cuối ngày, ông cách Skenesboro ba dặm, nơi quân Mỹ chỉ đến hai giờ trước đó chiếm được một pháo đài nhỏ. Burgoyne đã ra lệnh đổ bộ khoảng 200 người từ các trung đoàn 9, 20 và 21 do Trung tá John Hill chỉ huy, đến một điểm ở phía nam Skenesboro với mục tiêu cắt đứt quân Mỹ.

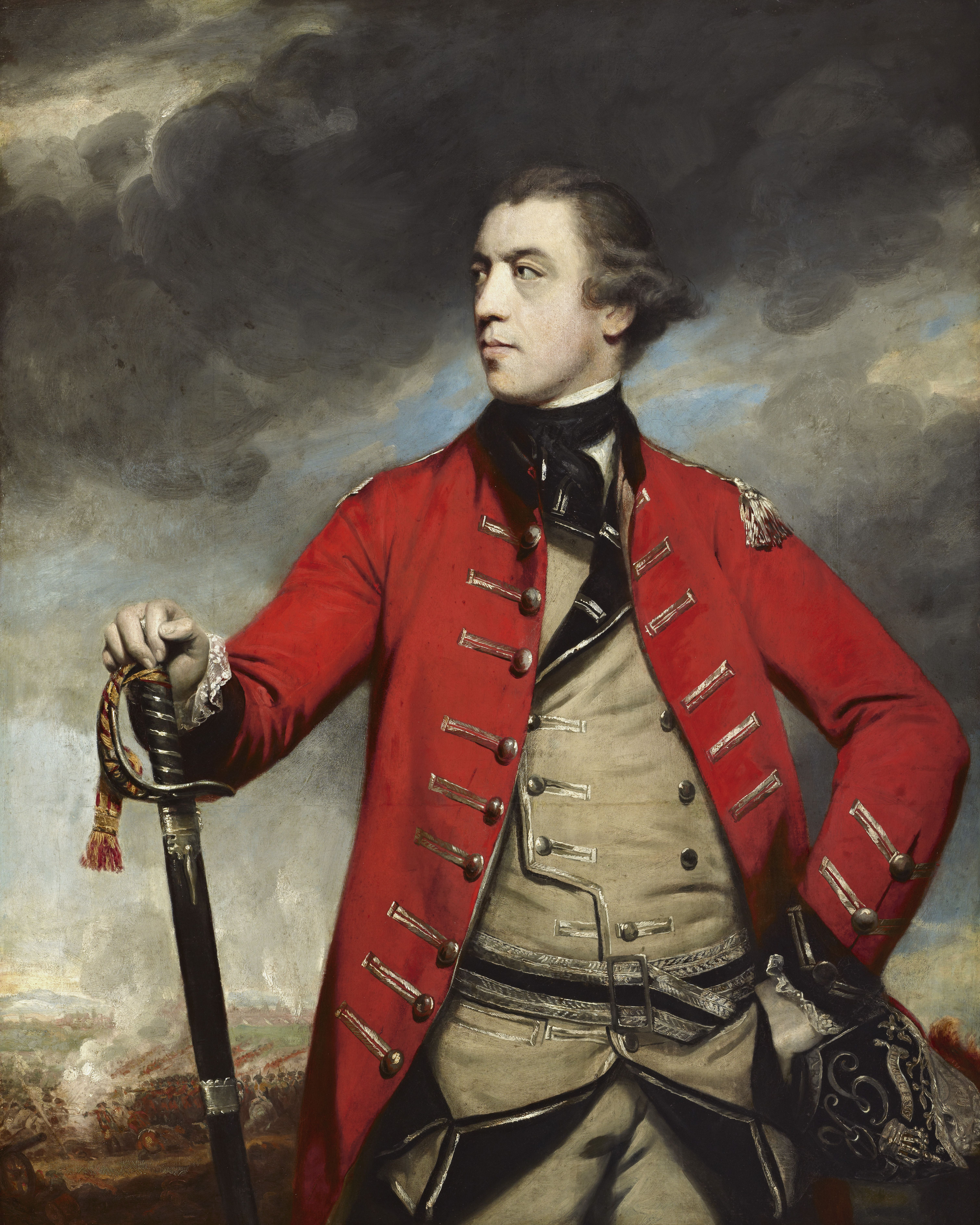
Tướng Burgoyne.

Người Mỹ đang chuyển thuyền trên bờ ở Skenesboro đến Wood Creek khi thuyền của tướng Burgoyne đến và nổ súng. Ba tàu Enterprise, Liberty và Gates đã bị người Mỹ bắn chìm, và hai tàu, Trumbull và Revenge, buộc phải đầu hàng. Lúc đó, nhiều nguồn hàng của quân Mỹ đã bị phá hủy hoặc bị bỏ lại cho quân Anh. Quân Mỹ đã quyết định rút lui về Fort Anne trong tình trạng bất ổn, khi một đám cháy bùng lên phá hủy hầu hết các công trình tại Skenesboro. Khi đến Fort Anne, họ đã gặp 400 dân quân New York dưới quyền chỉ huy của Henry van Rensselaer,  được Tướng Philip Schuyler cử đến từ Fort Edward sau khi nhận được tin tức về việc rút lui khỏi Ticonderoga.
Quân Anh dưới quyền đại tá Hill, đã bắt giữ đồ tiếp tế của quân Mỹ, những thuơng bệnh binh và lính của lực lượng chính, sau đó di chuyển về phía nam cho đến khi cách Fort Anne khoảng một dặm. Tại đây, họ chạm trán với một nhóm lính Mỹ gồm khoảng 170 người dưới quyền đại úy James Gray.

## Tấn công

Quang cảnh Fort Anne khi tướng Burgoyne đến.

Sáng ngày 8 tháng 7, một gián điệp Anh đã thông báo cho Hill rằng pháo đài đã bị gần 1.000 quân lính mất tinh thần chiến đấu. Đại tá Hill sau đó đã gửi một thông điệp trở lại Burgoyne nêu rõ tình hình, khiến ông ra lệnh cho trung đoàn 20 và 21 tiến nhanh về phía Fort Anne để hỗ trợ, nhưng thời tiết xấu đã cản trở việc di chuyển của họ và họ đã không thể đến nơi sau trận chiến. Gián điệp Anh đã trở về Fort Anne và báo cáo về vị trí và quân số của Anh.
Tướng Long, biết ít quân Anh đuổi sau, đã quyết định tấn công. Lực lượng của ông đã lén lút cố gắng bao vây quân Anh khi họ đang di chuyển. Tuy nhiên, quân của tướng Hill đã nghe thấy tiếng quân ở hai bên sườn và rút lui đến một vị trí xa hơn, bỏ lại một số người bị thương, bị quân Mỹ bắt giữ. Trận đánh kéo dài hơn 2 giờ, cho đến khi cả hai bên gần hết đạn, quân Anh bị quân Mỹ bao vây. Tuy nhiên, khi nghe thấy tiếng thổ dân, quân Mỹ đã rút lui về khu tập trung cùng với những người bị thương. John Money, phó quản lý hậu cần của Burgoyne, là người được tiếp viện vào trận đánh. Ông đã chỉ huy một nhóm người da đỏ, nhưng khi họ có khó chịu khi chiến đấu với người Mỹ, ông trở nên mất kiên nhẫn và hét lên, kết thúc trận đánh.

## Hậu quả
Qua về Fort Anne, quân Mỹ đã tổ chức một thảo luận ngắn. Từ một tù nhân nữ được quân Anh thả đi, họ biết được khoảng 2.000 hoặc nhiều hơn quân Anh dưới quyền chỉ huy của Tướng Phillips đang tiến về. Quân của tướng Long đã rút lui về phía Fort Edward, đốt cháy khu vực có rào chắn. Cả hai bên đều tuyên bố chiến thắng trong trận đánh.
Một sĩ quan Anh đã thu hồi một số biểu ngữ của trung đoàn quân Mỹ. Người ta cho rằng một trong những lá cờ thu được là một thiết kế mới của lá cờ Mỹ với mười ba sọc đỏ và trắng cùng một chòm sao, biểu tượng cho việc sử dụng họa tiết sao và sọc sớm nhất được biết đến. Tuy nhiên, câu chuyện này có thể không đúng, vì cần rất nhiều thời gian để biết mẫu lá cờ và làm được nó, và những lá cờ được biết là đã thu hồi không giống với quốc kỳ Hoa Kỳ.